# Pia Fries
Pia Fries (* 6. Oktober 1955 in Beromünster, Schweiz) ist eine Schweizer Malerin.

## Biografie
Nach einem Studium an der Kunstgewerbeschule Luzern, wo sie von 1977 bis 1980 die Bildhauerklasse bei Anton Egloff besuchte, wechselte Pia Fries an die Kunstakademie Düsseldorf. Sie studierte dort von 1980 bis 1986 Malerei, Meisterschülerin bei Gerhard Richter.
1998–2000 lehrte sie an der Kunstakademie Düsseldorf Malerei. 2000–2001 war sie Gastprofessorin an der Kunstakademie Karlsruhe. Von Oktober 2009 bis Januar 2014 war Fries Professorin an der Universität der Künste Berlin, wo sie zuvor seit 2007 Gastprofessorin war. Von Februar 2014 bis Ende 2022 hatte sie eine Professur für Malerei und Grafik an der Akademie der Bildenden Künste München.
Internationale Aufmerksamkeit erregte ihre Arbeit 1999 auf der Biennale Venedig, wo sie von Harald Szeemann im Rahmen der dapertutto gezeigt wurde.
Pia Fries lebt und arbeitet in Düsseldorf.

## Werk
Von Beginn an hat Fries die gewohnte Vorstellung des Bildes als Abbild von Realität in der Malerei hinterfragt. Zwar setzte sie sich in ihren frühen Arbeiten noch mit der Figuration auseinander, doch galt ihr besonderes Interesse bereits damals der Eigenwertigkeit der Farbe und ihrer Wirkung.
Seit den späten 1980er Jahren arbeitet Fries mehrheitlich ungegenständlich. Mit der differenzierten Oberflächenstruktur der kompakt aufgetragenen Farbe, die zu übereinandergeschichteten Farbblöcken verdichtet wird, reflektiert Fries die Farbe als Werkstoff. Ab den frühen 1990er Jahren tritt an die Stelle eines vollständig von Farbschichten bedeckten Bildträgers eine immer stärkere Differenzierung von Figur und Grund. Auf dem sichtbar belassenen weissen Kreidegrund gewinnen einzelne Bildelemente einen zeichenhaften Charakter. Durch die unterschiedliche Bearbeitung der Farbe werden die materialen Eigenschaften sowie die sinnlichen und emotionalen Qualitäten der Farbe untersucht.
Seit dem Jahr 2000 setzt Fries gegenständliche Motive mit Siebdruck dazu, wie beispielsweise eine Muschel oder ein Ohr. Auch zeigt sie fotografiertes Material wie Farbbatzen, verschnürte Bänder, geknülltes Krepppapier oder Stofffetzen. Die Verwendung fotomechanischer Reproduktionsverfahren zielt bei Fries nicht auf das Wiedererkennen des Dargestellten, sondern auf ein Eigenleben mit Referenzfunktion.

## Ausstellungen (Auswahl)

### Einzelausstellungen
- 1992 Pia Fries, Kunstmuseum Luzern, Luzern; Bonner Kunstverein, Bonn
- 1997 Pia Fries, Kunstverein Freiburg i. B.; Aargauer Kunsthaus, Aarau; Museum Kurhaus Kleve, Kleve
- 1999 Pia Fries: Mai 36 Galerie, Zürich
- 1999 Pia Fries: parsen und module, Kunstverein Göppingen (Katalog)
- 2000 Pia Fries: en détail & en gros, Overbeck-Gesellschaft, Lübeck
- 2007 Pia Fries: Malerei 1990–2007, Kunstmuseum Winterthur; Josef Albers Museum Quadrat, Bottrop
- 2008 Pia Fries: la partie élévatrice, Galeria Filomena Soares, Lissabon
- 2009 Pia Fries: merian’s surinam, Galerie Nelson-Freeman, Paris
- 2010 Pia Fries: zirkumpolar, Galería Distrito Cu4tro, Madrid
- 2010 Pia Fries, Kunstmuseum Bonn
- 2011 Pia Fries: krapprhizom luisenkupfer, Staatliche Kunsthalle Karlsruhe
- 2011 Pia Fries – Ausstellung der Kunstpreisträgerin, Villa Wessel, Iserlohn
- 2012 Pia Fries: randmeer,[1] CRG Gallery, NY
- 2013 Pia Fries: wetter fahnen fächer, Galerie Nelson-Freeman, Paris
- 2014 Pia Fries, paysages maritimes,[2] Christopher Grimes Gallery L.A.
- 2015 Pia Fries: windhand laufbein, Akku-Emmen, Emmenbrücke, Luzern
- 2015 Pia Fries: fernleib manual, Mai 36 Galerie, Zürich
- 2015 Pia Fries: tabula coloribus, Kunstparterre, München
- 2015 Pia Fries: volume & light[3]
- 2016 Pia Fries: oxyponton, Galerie Thomas, München
- 2016 Pia Fries; Weisswirt & Maserzug, Kopfermann-Fuhrmann-Stiftung, Düsseldorf, 30. November 2016 – 5. März 2017
- 2016 Pia Fries: seascapes, Christopher Grimes Gallery, Los Angeles, 12. November 2016 – 7. Januar 2017
- 2017 Pia Fries: nasen und nauen, Galerie Ute Parduhn, Düsseldorf, 8. September 2017 – 27. Oktober 2017
- 2017 Pia Fries, Moss Art Center, Virginia, U.S.A., 14. September 2017 – 9. Dezember 2017
- 2017 Pia Fries: vier winde, Gerhard-Altenbourg-Preis, Lindenau-Museum, Altenburg, 12. November 2017 – 18. Februar 2018
- 2018 Pia Fries: parsen und module, Musée d’art moderne de la Ville de Paris, 9. März 2018 – 20. Mai 2018
- 2018 Pia Fries, Gund Gallery, Kenyon College, Ohio, 24. August 2018 – 16. Dezember 2018
- 2018 Pia Fries: corpus transludi, Mai 36 Galerie, Zürich, 25. Oktober 2018 – 6. Januar 2019
- 2019 Pia Fries: fabelfakt, Kunstpalast, Düsseldorf, 28. März 2019 – 26. Juni 2019
- 2021 Pia Fries: Farnese, Miles McEnery Gallery, 18. Februar – 27. März, NY, USA
- 2021 Pia Fries: picklock manual, Talley Dunn Gallery, Dallas, USA,
- 2022 Pia Fries: Herkules Farnese, C. G. Boerner, Düsseldorf, 18. März – 8. April 2022[4]
- 2023 Pia Fries, Kunsthaus Baselland, Muttenz, 3. Februar – 9. Juli 2023[5]

### Gruppenausstellungen
- 1999 La Biennale di Venezia: 48. esposizione internazionale d’arte: dapertutto
- 2001 Beau Monde: Toward a Redeemed Cosmopolitanism, The Fourth International Biennial, SITE Santa Fe
- 2005 Extreme Abstraction, Albright-Knox Art Gallery, Buffalo, NY
- 2019 Frozen Gesture. Gesten in der Malerei von Roy Lichtenstein bis Katharina Grosse, Kunstmuseum Winterthur, 18. Mai 2019 – 18. August 2019
- 2019 "schau, ich bin blind, schau", Kunstmuseum Basel, 18. August 2019 – Dezember 2019
- 2020 small is beautiful: (A)rtschwager to (Z)augg, Mai 36 Galerie, Zürich, 12. Juni – 8. August 2020
- 2021 .CH, Mai 36 Galerie, Zürich, Switzerland 29. Januar – 6. März 2021
- 2010 Kunstmuseum St. Gallen, ambigu
- 2017 THINK-PAINT, Unix-Gallery, New York, 2. März 2017 – 22. April 2017
- 2017 Hendrick Goltzius + Pia Fries: proteus und polymorphia, Museum Kurhaus Kleve, 8. Oktober 2017 – 11. Februar 2018
- 2021 Diversity United, Berlin, Berlin, Flughafen Tempelhof, Hangar 2+3, 9. Juli – 10. Oktober 2021 / danach: New Tretyakov Gallery, Moskau, 8. November – 22. Februar 2022

## Preise (Auswahl)
- 1986 Graduiertenstipendium des Landes Nordrhein-Westfalen
- 1989 Werkbeitrag des Kantons und der Stadt Luzern, Bildende Kunst
- 1989/1991/1992 Eidgenössisches Kunststipendium
- 1992 Manor Kunstpreis, Luzern
- 1992[6] Nordmann-Preis
- 1994 Arbeitsstipendium der Stiftung Kunstfonds, Bonn
- 1996 Kunstpreis Münsterland
- 2000 Atelier der Zuger Kulturstiftung Landis & Gyr in London
- 2009 Fred-Thieler-Preis
- 2011 Iserlohner Kunstpreis 2011 der Bürgerstiftung der Sparkasse Iserlohn
- 2014 Kunst- und Kulturpreis der Stadt Luzern
- 2017 Gerhard-Altenbourg-Preis des Lindenau-Museums in Altenburg
- 2023 Mitglied der Nordrhein-Westfälischen Akademie der Wissenschaften und der Künste